# 浦和区

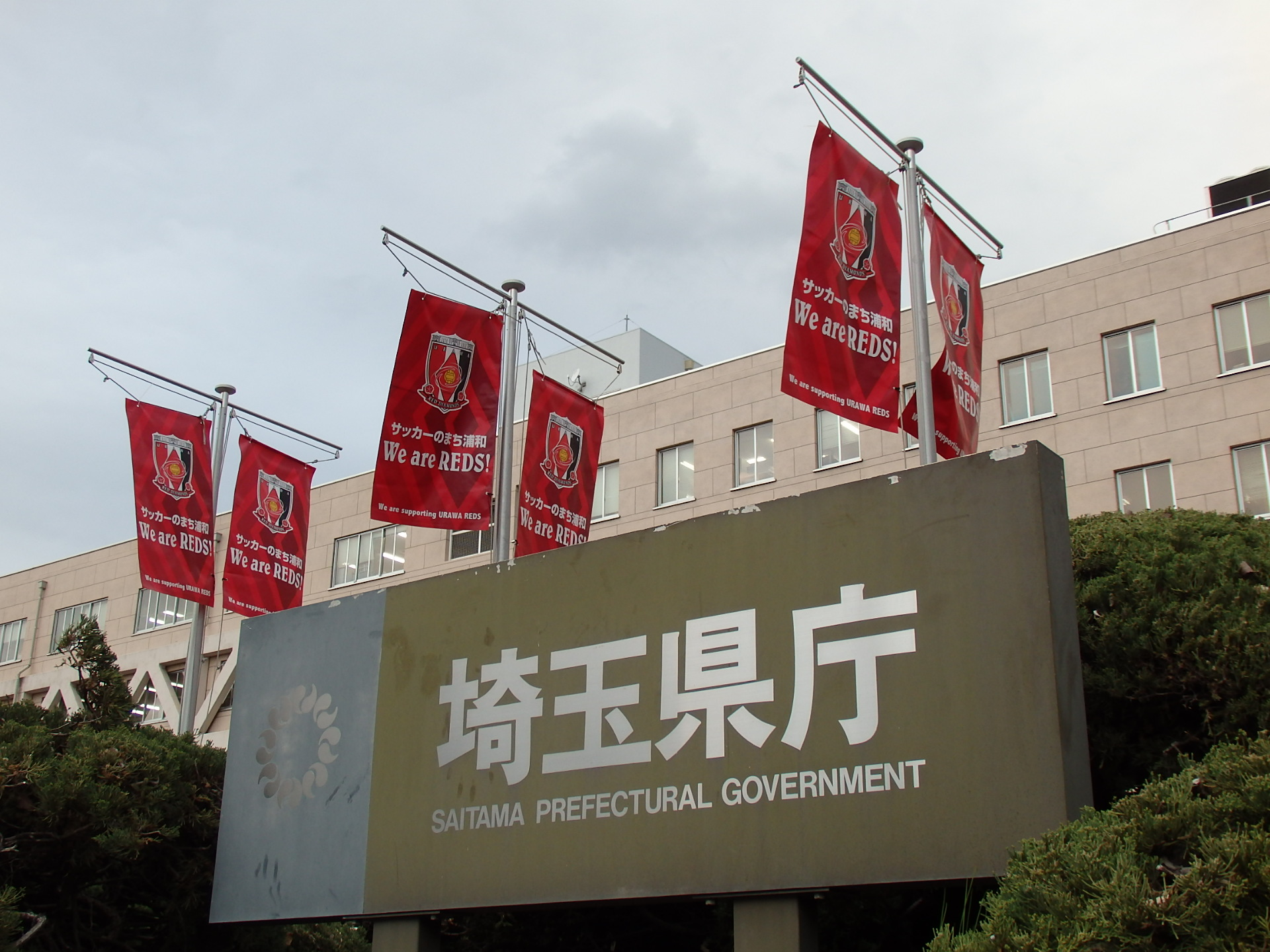
埼玉県庁

浦和区（うらわく）は、埼玉県さいたま市を構成する10区のうちの一つ（旧浦和市中央部）。埼玉県庁やさいたま市役所などの行政機関が集まる。

## 地理

### 位置
埼玉県さいたま市南部に位置する。旧浦和市の中央部北側に相当し、浦和駅一帯はかつて県庁所在地であった旧浦和市の中心市街地にあたる（「浦和地区」も参照）。区域はおおむね旧浦和町と木崎地区に相当するが、これに加えて六辻地区のうち、神明の北側3分の2ほどが当区に含まれる。

### 地形
ほぼ全域が大宮台地（北足立台地）浦和大宮支台の上にあり、北端部のみが芝川低地にかかる。その他、当区東部の大宮台地の縁に藤右衛門川などの中小河川が入り込んでおり、谷底平野が一部形成されている。

### 人口構成
当区の世帯数は6万7千世帯強、人口は16万7千人であり、さいたま市内では南区に次ぐ2位。人口密度は1万4千人/km2強とさいたま市内の区で最も高く、当区単体で見ると、自治体で全国1位の蕨市を超え埼玉県内第1位である。
2013年時点の年間収入1000万円以上の世帯が占める割合は15.3%で全国第13位、2010年（平成22年）時点における25歳以上人口のうち、大卒・院卒者が占める割合は43.4%で全国第15位。

## 歴史
古くは調神社や玉蔵院の門前町として栄え、六斎市が開かれた。また、奈良時代には律令制の政庁がおかれ跡地は氷川神社となった。江戸時代になると中山道浦和宿が置かれ宿場町として発展した。廃藩置県により浦和県の県庁所在地となり、岩槻県、忍県と合併し埼玉県が成立した後も、2024年現在まで県庁所在地となっている。1883年（明治16年）には浦和駅が開業し、1889年（明治22年）の町村制施行により浦和町が成立した。
1923年（大正12年）に関東大震災が発生すると、直前にすでに耕地整理事業が行われ市街中心部の整備が行われていた当地区では、比較的震災の被害が少なかった（浦和町の死者は3人）ことや、首都東京近傍でかつ大宮台地（北足立台地）上にあるという立地条件もあって、東京府などから人口が流入し、後の都市化の礎となった（浦和区#住宅地としても参照）。人口増加に伴い、1934年には市制施行し浦和市となる。また当時「鎌倉文士に浦和画家」と言われたように、数多くの文化人が移り住んだことでも知られ、国内屈指の公立進学校である埼玉県立浦和高等学校前身の旧制浦和中学校、埼玉大学前身の埼玉県師範学校（鳳翔閣）や旧制浦和高校、埼玉県内最古の女子校である埼玉県立浦和第一女子高等学校、浦和市時代の市立高校2校（浦和市立・浦和市立南）のうちの一つさいたま市立浦和中学校・高等学校など、高偏差値の教育機関が集積している。
太平洋戦争期の1945年（昭和20年）4月14日には埼玉県庁周辺、5月26日には北浦和駅付近が空襲を受け、計17人の死者、740人の罹災者を出した。これは戦争末期の全国主要都市への空襲の一環であり、軍需工場などの存在しない浦和への攻撃は局所的であった。これが2024年現在も戦前とほとんど変わらない区画の街並みとなっている理由のひとつである。常盤や岸町など比較的碁盤の目のように区画が整っているのは、戦後復興によるものではなく、戦前の1934年（昭和9年）に耕地整理が行われたためである。1941年（昭和16年）には埼玉県全域を管轄する浦和連隊区司令部が置かれ、1946年（昭和21年）6月には、埼玉会館別館に進駐軍である埼玉軍政部（第79軍政中隊）が置かれた。
戦後も東京都心への通勤の利便性から人口は増え続け、1945年（昭和20年）に9万3,696人だった市人口が1975年（昭和50年）には33万1,145人に増加した。東京へ通勤する埼玉都民のベッドタウン的性質もより濃くなっていった。人口増による業務増加もあり仲町にあった浦和市役所は狭隘化し、1976年（昭和51年）に常盤の埼玉大学跡に移転した。さらに都市改造の一環として、1981年には浦和駅西口に再開発ビル（浦和コルソ）が建設、駅前広場が拡張され、現在も埼玉県下最大の売上高を計上している伊勢丹浦和店が開店した。それまでは旧中山道や県庁通り沿いが賑わっており十字屋（1984年閉店）などの百貨店や丸井浦和店（1985年閉店）、西友浦和店（1992年閉店）もあったが、徐々に駅前周辺部に買い物客のにぎわいがシフトしていった。1999年（平成11年）、浦和市役所跡地に浦和ロイヤルパインズホテルが開業。浦和市内初の超高層建築物であった。その後駅周辺にて再開発の機運が高まり、エイペックスタワー浦和（2003年竣工）、ライオンズマンションコスタ・タワー浦和（2006年竣工）などの超高層ビルが完成した。
2001年（平成13年）に3つの市の合併によりさいたま市が発足。2003年（平成15年）には政令指定都市への移行に伴い、さいたま市を構成する9区（2024年現在は岩槻区を加え10区）のうちの1つとして浦和区が発足した。埼玉県庁やさいたま市役所の置かれる行政の中枢として機能している。また、近年では浦和駅周辺地区を中心に超高層マンションや商業施設などの再開発や道路整備が進められており、2007年（平成19年）には浦和駅東口に浦和パルコが開店した。上野東京ライン開業などにより東京駅や新宿駅への所要時間が25分と利便性が高まったため、マンション開発が活発化している。県庁所在地として繁華街を抱えるが、駅周辺は条例により風俗店などの営業が禁止されている（#住宅地としてを参照）。
区の色は浦和をホームタウンとするJリーグのクラブ・浦和レッドダイヤモンズのチームカラーにちなんだ 赤。

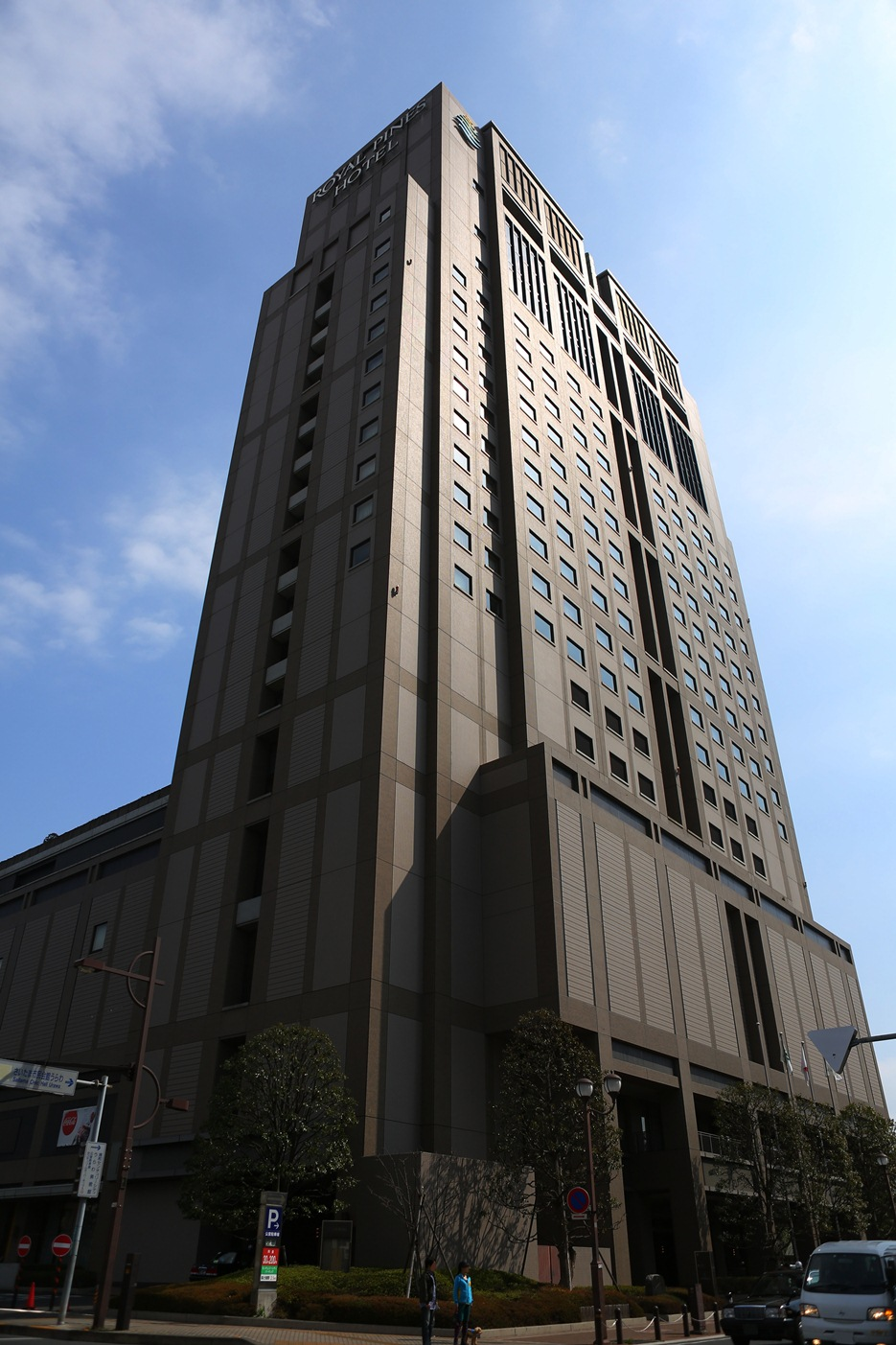
浦和センチュリーシティ
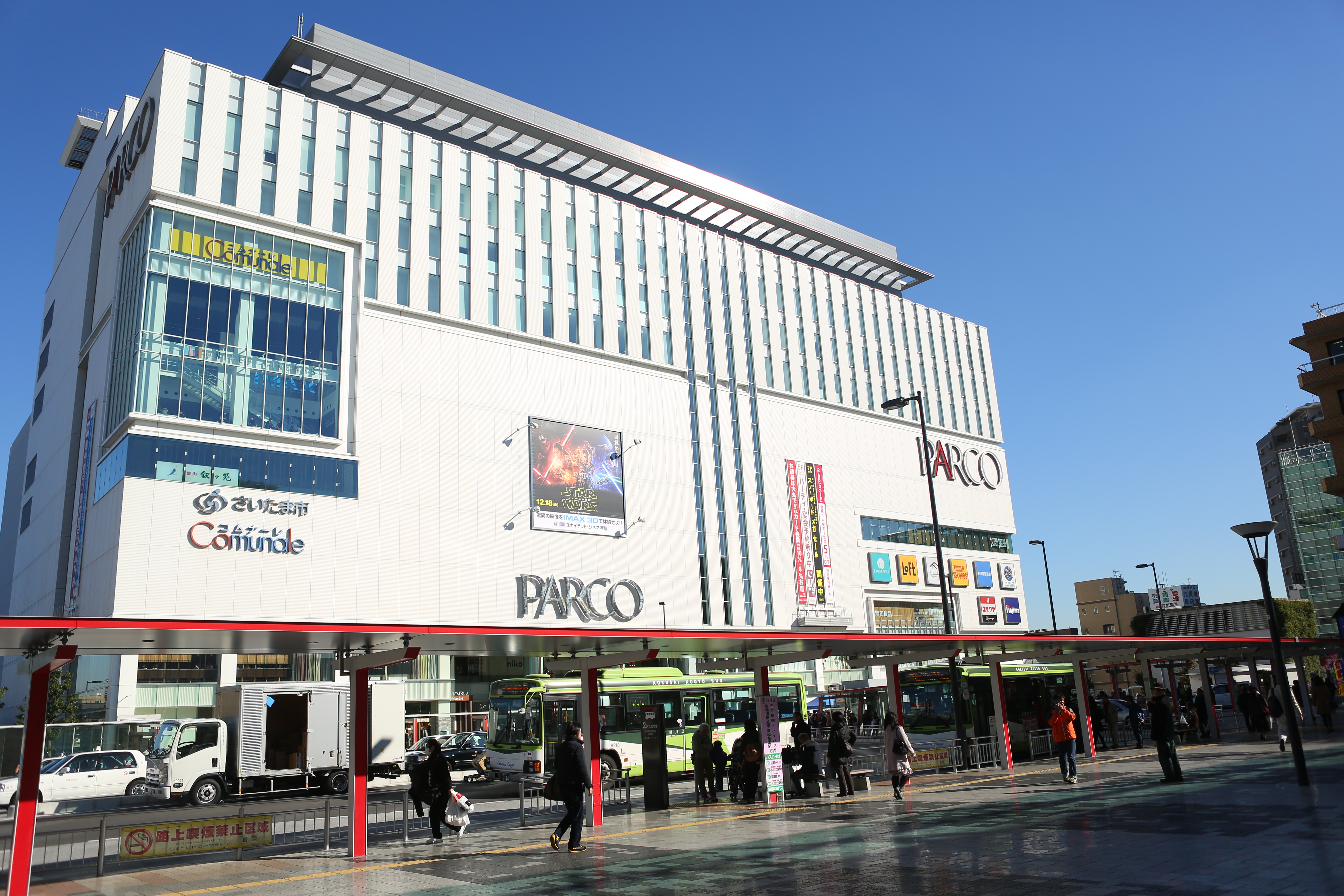
浦和パルコ
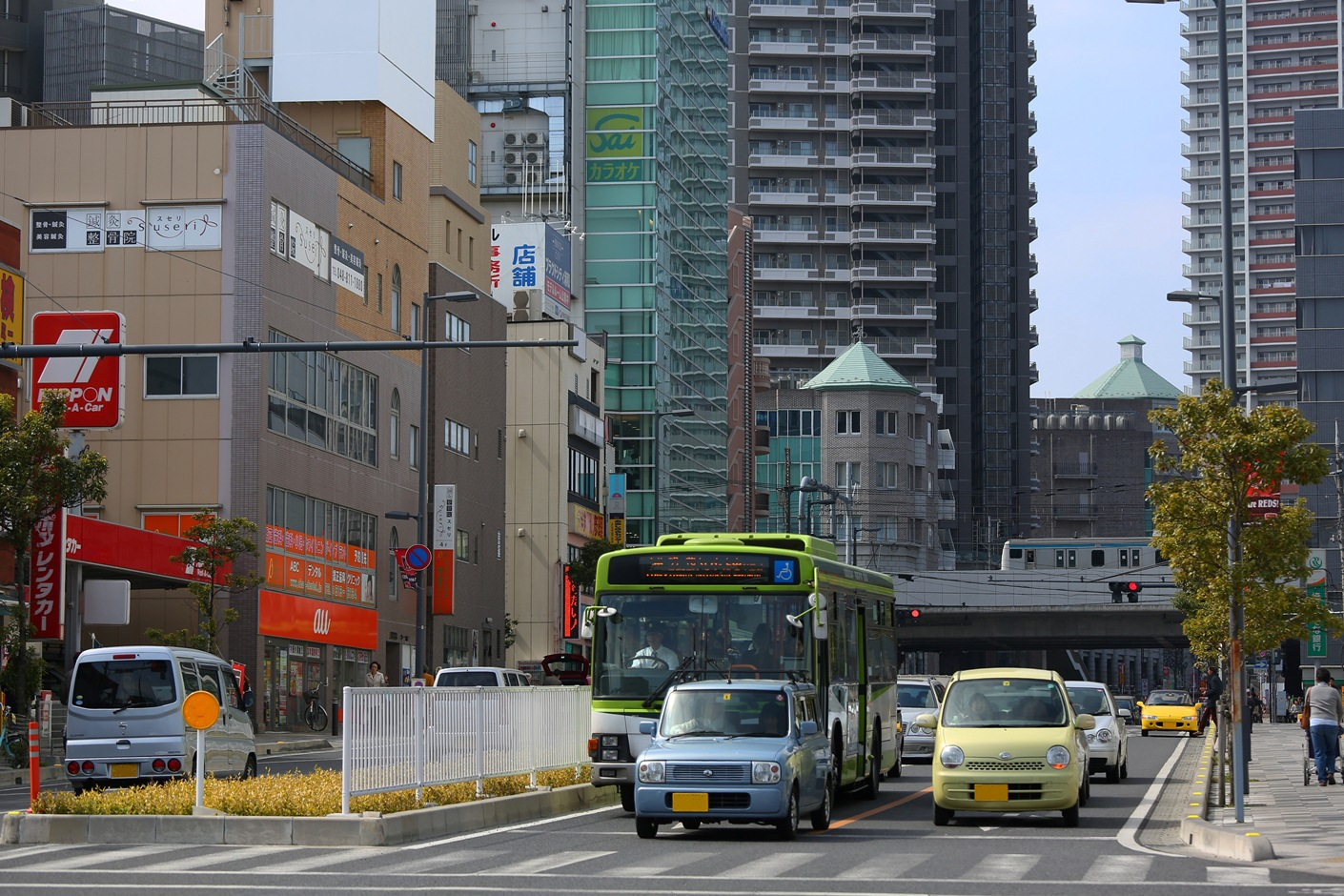
浦和駅南側の日の出通り
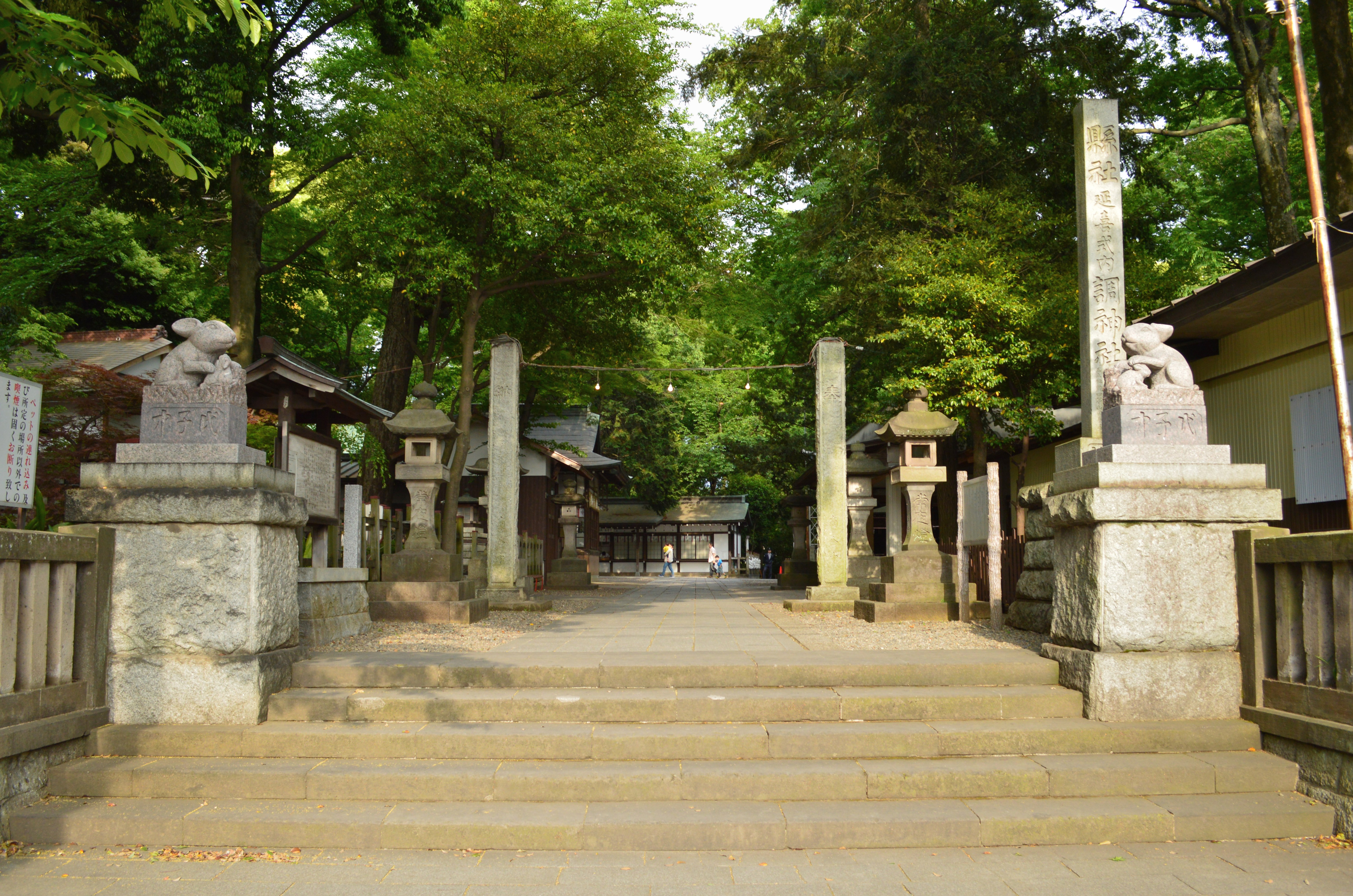
調神社
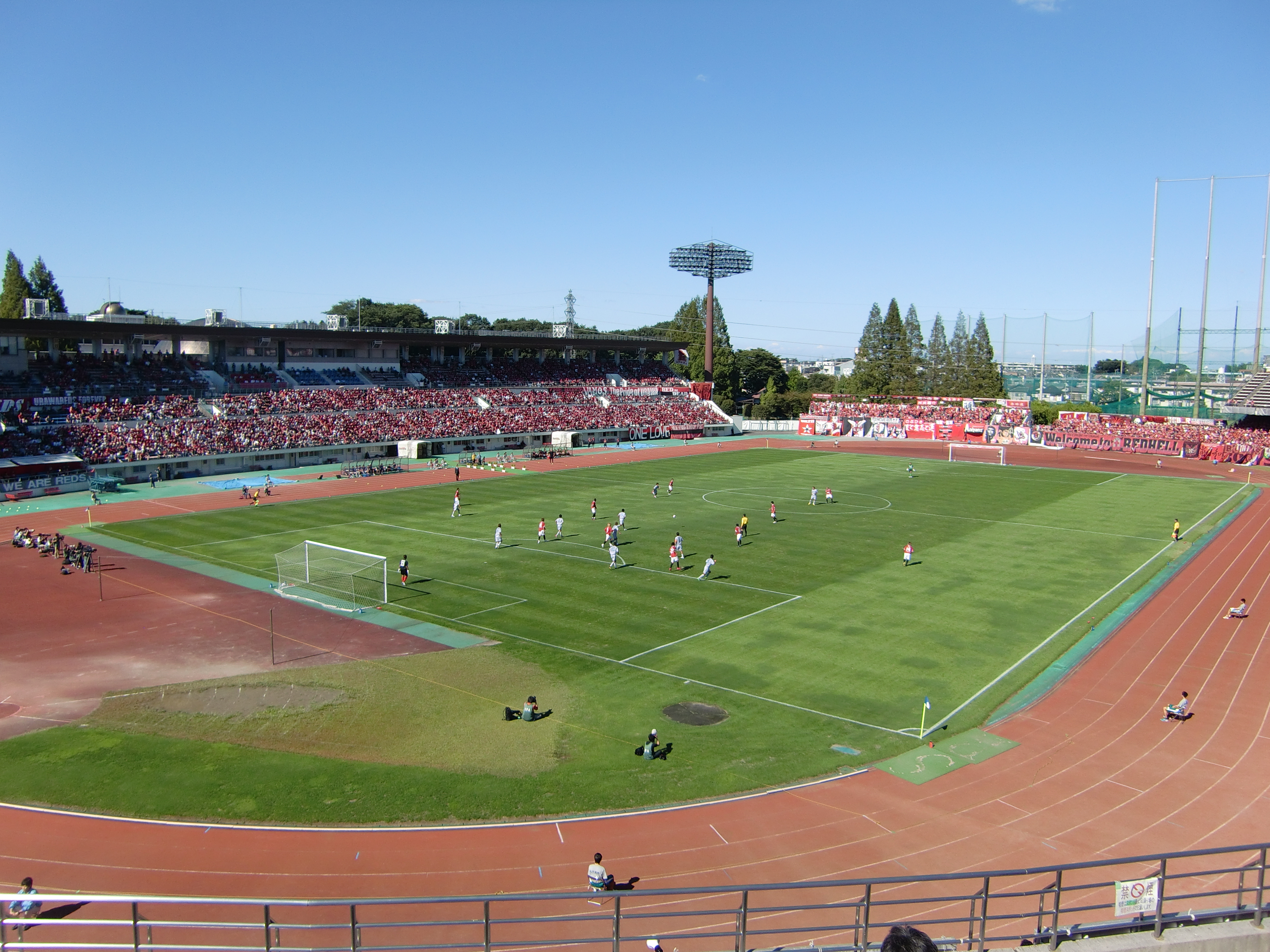
浦和駒場スタジアム
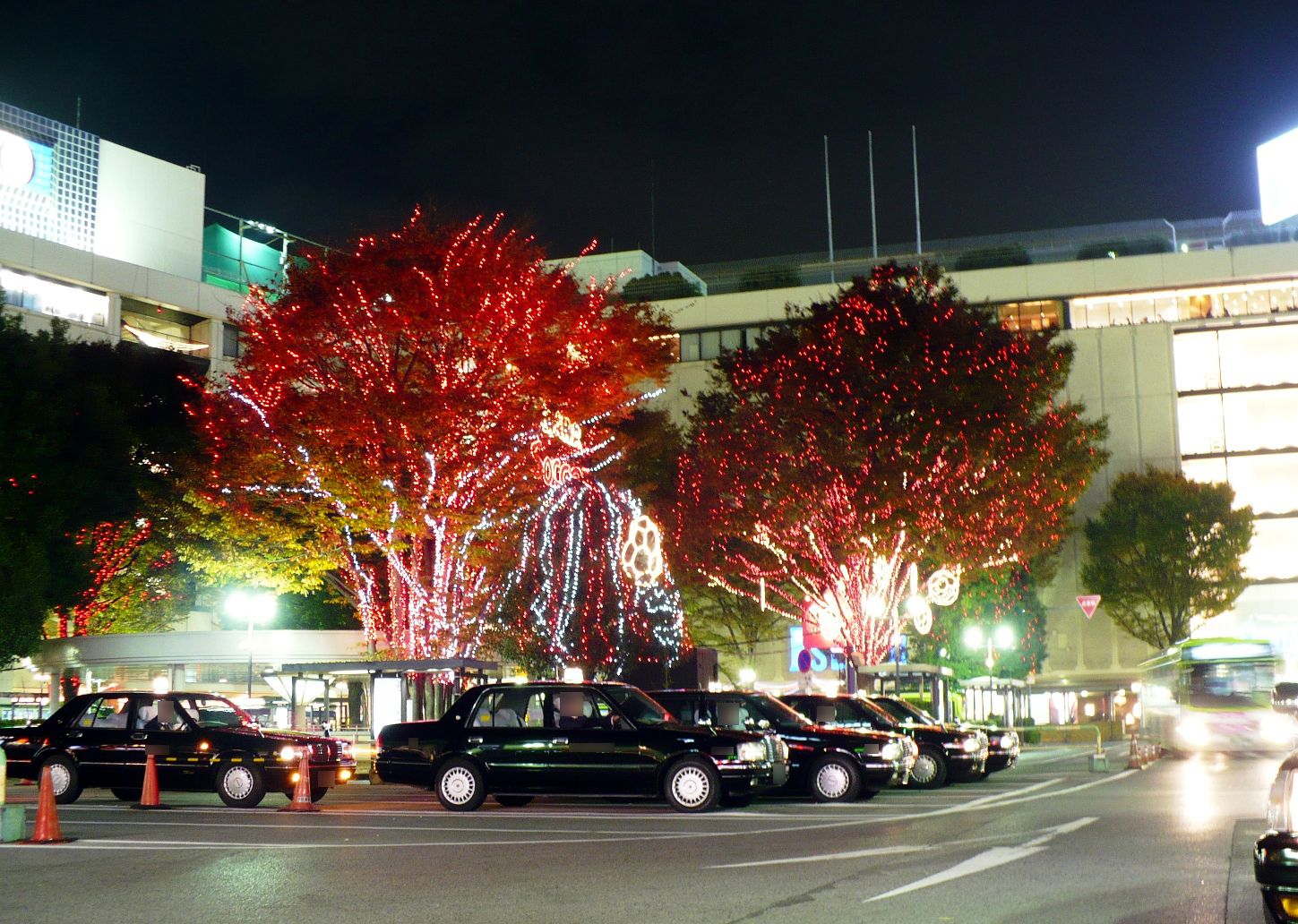
浦和レッズACL2007優勝時の浦和駅西口
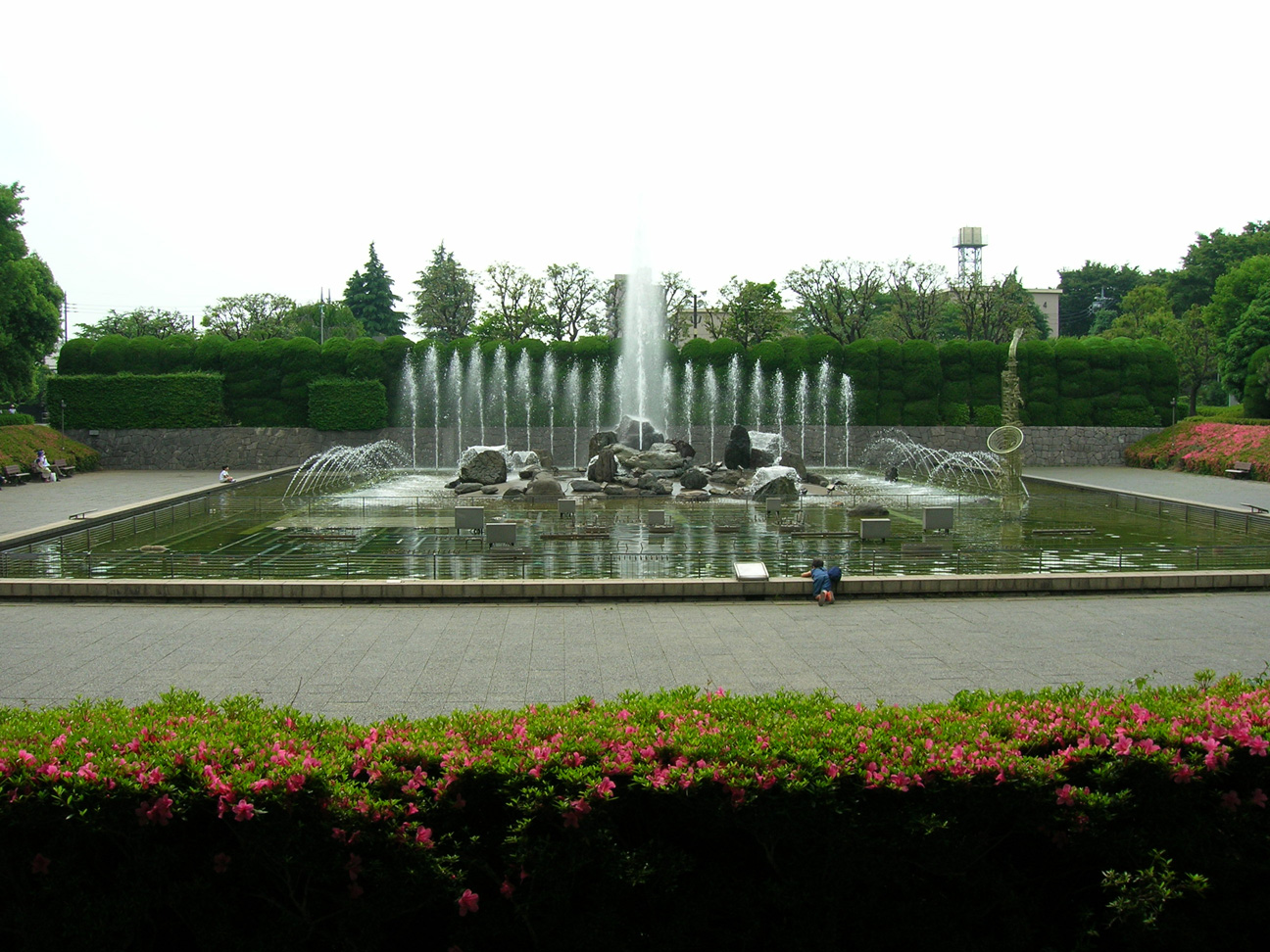
北浦和公園（埼玉大学跡地）
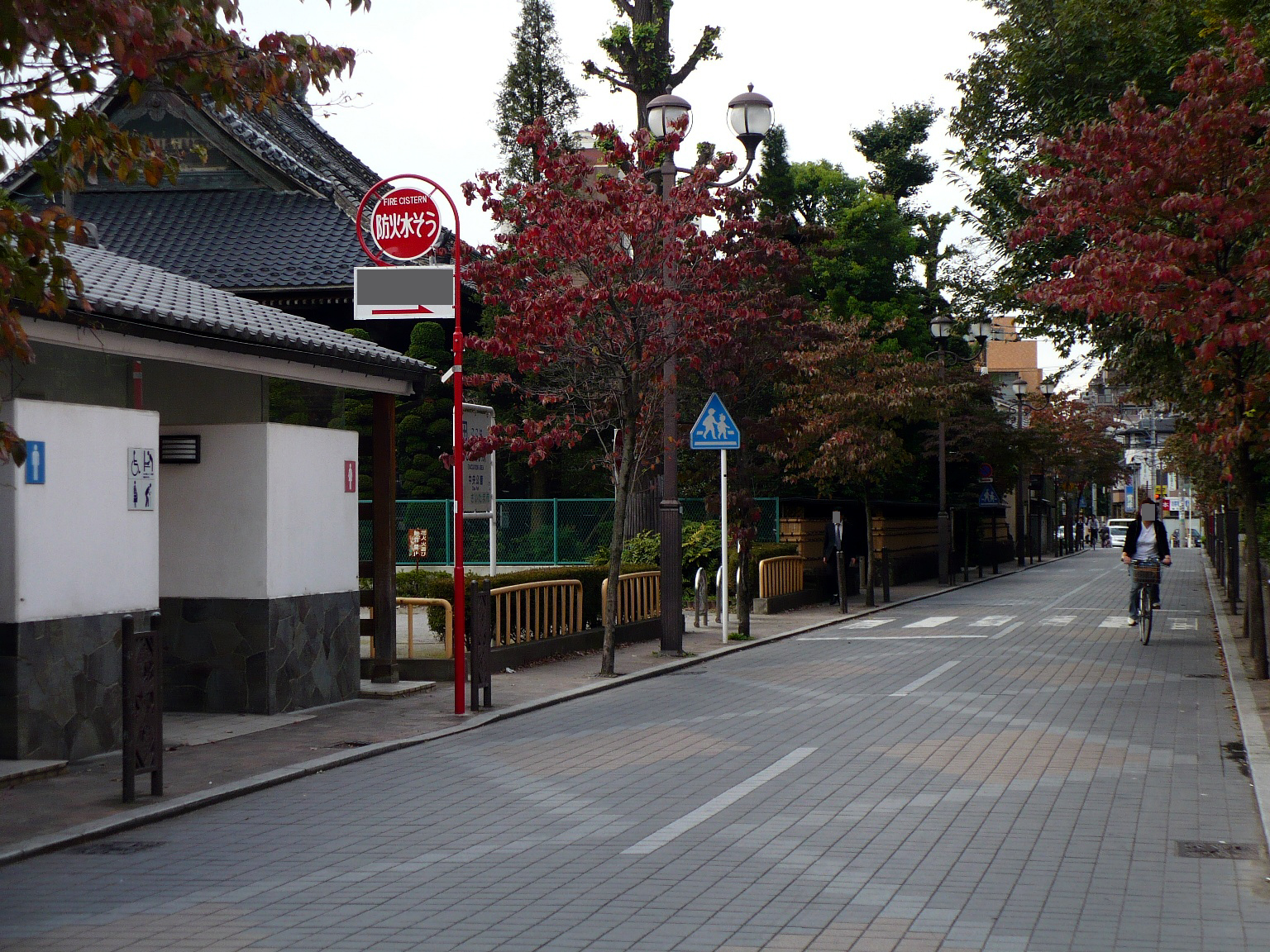
玉蔵院通り

### 年表
- 1889年（明治22年）4月1日 - 町村制施行、浦和宿の範囲をもって浦和町発足。
- 1934年（昭和9年）2月11日 - 旧浦和市が市制施行。
- 2001年（平成13年）5月1日 - 浦和市・大宮市・与野市の3市が合併し、さいたま市が発足。
- 2003年（平成15年）4月1日 - さいたま市が政令指定都市に移行し、浦和区が発足。

詳細は浦和市を参照。

### 住宅地として
住宅地としての人気は1923年（大正12年）の関東大震災以後に高まる。それに先立つ1916年（大正5年）初頭の國民新聞の紙上において、東京近郊の理想的な住宅地・別荘地を投票により選定する企画が行われ、浦和町は郊外住宅地部門では9等、別荘地部門では8等に入賞し、良好な郊外住宅地として既に認知されていた。具体的な理由も掲載され、東京への近さ、教育環境の充実、下水道整備率の高さなどが挙げられていた。また、鹿島臺（鹿島台・2024年現在の別所沼周辺）の風光明媚さや災害の不安が少ないことも記され、当時はまだ畑も多く宅地開発の余地があった鹿島台が住宅地として注目されていたことが分かる。震災直前には鹿島台に官吏や教員向けの町営住宅を建設しており、また1922年（大正11年）9月には浦和耕地整理事業が着工し、町としても浦和の住宅地・別荘地の期待や住宅不足に対応するため実際に宅地としての開発が本格化していた。
その矢先に大震災が発生し、浦和は東京や横浜からの移住者で一気に3000人以上の人口増加が起こった。当時の人口は1万2000人程度であり、25%の増加率であった。特に前述の鹿島台エリアである別所沼周辺には、画家の移住や画家のアトリエが目立ったため、同じような理由で移住が増えた鎌倉の鎌倉文士という言葉と対になる浦和画家という言葉が生まれた。昭和初期には40人以上の画家が集住し、「さながら絵描き村である」と報道された。アトリエの遺構は消えつつあるが、県展の開催される埼玉県立近代美術館やうらわ美術館など、美術に関する施設が多い。
戸建て住宅地建設地の余地が少なくなった近年では駅周辺を中心にマンション開発も相次ぎ、10階建て以上の高層マンションが350棟（2017年時点）と、さいたま市内で最も高層マンションが多い区でもある。
さいたま市内の住宅地公示地価の上位1位から5位までが当区内（高砂・岸町・前地・北浦和・常盤）で、高砂においては東京23区内以外では国内で最も住宅地地価が高い。
2016年の「戸建住宅地として人気の高かった市区町村ランキング（首都圏）」では、東京都世田谷区に次ぐ2位となっている。2018年のスーモ「関東版住みたい街ランキング」において10位にランクインした。2019年のスーモ「関東版住みたい街ランキング」において、前年の10位から8位にランクアップした。

## 人口
当区成立後から毎年4月1日の人口。微増が続いており、2023年までの20年間で約3万人増加している。住民基本台帳人口より（台帳法改正前の2012年以前は台帳人口+外国人登録人口の数値）。市内では南区、見沼区に次いで人口が多い区である。
| \| 2003年（平成15年） \| 137,595人 \| \| \| 2004年（平成16年） \| 139,609人 \| \| \| 2005年（平成17年） \| 141,252人 \| \| \| 2006年（平成18年） \| 142,439人 \| \| \| 2007年（平成19年） \| 143,715人 \| \| \| 2008年（平成20年） \| 145,038人 \| \| \| 2009年（平成21年） \| 145,937人 \| \| \| 2010年（平成22年） \| 146,071人 \| \| \| 2011年（平成23年） \| 146,424人 \| \| \| 2012年（平成24年） \| 147,538人 \| \| \| 2013年（平成25年） \| 148,571人 \| \| \| 2014年（平成26年） \| 151,341人 \| \| \| 2015年（平成27年） \| 154,049人 \| \| \| 2016年（平成28年） \| 157,014人 \| \| \| 2017年（平成29年） \| 158,876人 \| \| \| 2018年（平成30年） \| 160,615人 \| \| \| 2019年（令和1年） \| 163,176人 \| \| \| 2020年（令和2年） \| 165,167人 \| \| \| 2021年（令和3年） \| 166,620人 \| \| \| 2022年（令和4年） \| 167,988人 \| \| \| 2023年（令和5年） \| 168,881人 \| \| \| 2024年（令和6年） \| 169,581人 \| \| \| 2025年（令和7年） \| 170,046人 \| \| |           |  |
| |           |  |
| 2003年（平成15年） | 137,595人 |  |
| 2004年（平成16年） | 139,609人 |  |
| 2005年（平成17年） | 141,252人 |  |
| 2006年（平成18年） | 142,439人 |  |
| 2007年（平成19年） | 143,715人 |  |
| 2008年（平成20年） | 145,038人 |  |
| 2009年（平成21年） | 145,937人 |  |
| 2010年（平成22年） | 146,071人 |  |
| 2011年（平成23年） | 146,424人 |  |
| 2012年（平成24年） | 147,538人 |  |
| 2013年（平成25年） | 148,571人 |  |
| 2014年（平成26年） | 151,341人 |  |
| 2015年（平成27年） | 154,049人 |  |
| 2016年（平成28年） | 157,014人 |  |
| 2017年（平成29年） | 158,876人 |  |
| 2018年（平成30年） | 160,615人 |  |
| 2019年（令和1年） | 163,176人 |  |
| 2020年（令和2年） | 165,167人 |  |
| 2021年（令和3年） | 166,620人 |  |
| 2022年（令和4年） | 167,988人 |  |
| 2023年（令和5年） | 168,881人 |  |
| 2024年（令和6年） | 169,581人 |  |
| 2025年（令和7年） | 170,046人 |  |

## 町名
当区では、大半の地区で住居表示に関する法律に基づく住居表示が実施されている。
| 町名         | 町名の読み           | 設置年月日    | 住居表示実施年月日 | 住居表示実施直前の町名 | 備考 |
| ------------ | -------------------- | ------------- | ------------------ | ---------------------- | ---- |
| 大原一丁目   | おおはら             | 1982年8月1日  | 1982年8月1日       |                        |      |
| 大原二丁目   | おおはら             | 1982年8月1日  | 1982年8月1日       |                        |      |
| 大原三丁目   | おおはら             | 1982年8月1日  | 1982年8月1日       |                        |      |
| 大原四丁目   | おおはら             | 1982年8月1日  | 1982年8月1日       |                        |      |
| 大原五丁目   | おおはら             | 1982年8月1日  | 1982年8月1日       |                        |      |
| 上木崎一丁目 | かみきざき           | 1967年9月1日  | 1967年9月1日       |                        |      |
| 上木崎二丁目 | かみきざき           | 1967年9月1日  | 1967年9月1日       |                        |      |
| 上木崎三丁目 | かみきざき           | 1967年9月1日  | 1967年9月1日       |                        |      |
| 上木崎四丁目 | かみきざき           | 1967年9月1日  | 1967年9月1日       |                        |      |
| 上木崎五丁目 | かみきざき           | 1982年8月1日  | 1982年8月1日       |                        |      |
| 上木崎六丁目 | かみきざき           | 1982年8月1日  | 1982年8月1日       |                        |      |
| 上木崎七丁目 | かみきざき           | 1982年8月1日  | 1982年8月1日       |                        |      |
| 上木崎八丁目 | かみきざき           | 1982年8月1日  | 1982年8月1日       |                        |      |
| 木崎一丁目   | きざき               | 1982年8月1日  | 1982年8月1日       |                        |      |
| 木崎二丁目   | きざき               | 1982年8月1日  | 1982年8月1日       |                        |      |
| 木崎三丁目   | きざき               | 1982年8月1日  | 1982年8月1日       |                        |      |
| 木崎四丁目   | きざき               | 1982年8月1日  | 1982年8月1日       |                        |      |
| 木崎五丁目   | きざき               | 1982年8月1日  | 1982年8月1日       |                        |      |
| 岸町一丁目   | きしちょう           | 1964年4月1日  | 1964年4月1日       |                        |      |
| 岸町二丁目   | きしちょう           | 1964年4月1日  | 1964年4月1日       |                        |      |
| 岸町三丁目   | きしちょう           | 1964年4月1日  | 1964年4月1日       |                        |      |
| 岸町四丁目   | きしちょう           | 1964年4月1日  | 1964年4月1日       |                        |      |
| 岸町五丁目   | きしちょう           | 1964年4月1日  | 1964年4月1日       |                        |      |
| 岸町六丁目   | きしちょう           | 1964年4月1日  | 1964年4月1日       |                        |      |
| 岸町七丁目   | きしちょう           | 1964年4月1日  | 1964年4月1日       |                        |      |
| 北浦和一丁目 | きたうらわ           | 1967年9月1日  | 1967年9月1日       |                        |      |
| 北浦和二丁目 | きたうらわ           | 1967年9月1日  | 1967年9月1日       |                        |      |
| 北浦和三丁目 | きたうらわ           | 1967年9月1日  | 1967年9月1日       |                        |      |
| 北浦和四丁目 | きたうらわ           | 1967年9月1日  | 1967年9月1日       |                        |      |
| 北浦和五丁目 | きたうらわ           | 1967年9月1日  | 1967年9月1日       |                        |      |
| 皇山町       | こうざんちょう       | 1982年8月1日  | 1982年8月1日       |                        |      |
| 神明一丁目   | しんめい             | 1980年11月1日 | 1980年11月1日      |                        |      |
| 神明二丁目   | しんめい             | 1980年11月1日 | 1980年11月1日      |                        |      |
| 駒場一丁目   | こまば               | 1966年4月1日  | 1966年4月1日       |                        |      |
| 駒場二丁目   | こまば               | 1966年4月1日  | 1966年4月1日       |                        |      |
| 瀬ヶ崎一丁目 | せがさき             | 1982年8月1日  | 1982年8月1日       |                        |      |
| 瀬ヶ崎二丁目 | せがさき             | 1982年8月1日  | 1982年8月1日       |                        |      |
| 瀬ヶ崎三丁目 | せがさき             | 1982年8月1日  | 1982年8月1日       |                        |      |
| 瀬ヶ崎四丁目 | せがさき             | 1982年8月1日  | 1982年8月1日       |                        |      |
| 瀬ヶ崎五丁目 | せがさき             | 1982年8月1日  | 1982年8月1日       |                        |      |
| 高砂一丁目   | たかさご             | 1965年7月1日  | 1965年7月1日       |                        |      |
| 高砂二丁目   | たかさご             | 1965年7月1日  | 1965年7月1日       |                        |      |
| 高砂三丁目   | たかさご             | 1965年7月1日  | 1965年7月1日       |                        |      |
| 高砂四丁目   | たかさご             | 1965年7月1日  | 1965年7月1日       |                        |      |
| 大東一丁目   | だいとう             | 1982年8月1日  | 1982年8月1日       |                        |      |
| 大東二丁目   | だいとう             | 1982年8月1日  | 1982年8月1日       |                        |      |
| 大東三丁目   | だいとう             | 1982年8月1日  | 1982年8月1日       |                        |      |
| 常盤一丁目   | ときわ               | 1965年7月1日  | 1965年7月1日       |                        |      |
| 常盤二丁目   | ときわ               | 1965年7月1日  | 1965年7月1日       |                        |      |
| 常盤三丁目   | ときわ               | 1965年7月1日  | 1965年7月1日       |                        |      |
| 常盤四丁目   | ときわ               | 1965年7月1日  | 1965年7月1日       |                        |      |
| 常盤五丁目   | ときわ               | 1965年7月1日  | 1965年7月1日       |                        |      |
| 常盤六丁目   | ときわ               | 1965年7月1日  | 1965年7月1日       |                        |      |
| 常盤七丁目   | ときわ               | 1965年7月1日  | 1965年7月1日       |                        |      |
| 常盤八丁目   | ときわ               | 1965年7月1日  | 1965年7月1日       |                        |      |
| 常盤九丁目   | ときわ               | 1965年7月1日  | 1965年7月1日       |                        |      |
| 常盤十丁目   | ときわ               | 1965年7月1日  | 1965年7月1日       |                        |      |
| 仲町一丁目   | なかちょう           | 1965年7月1日  | 1965年7月1日       |                        |      |
| 仲町二丁目   | なかちょう           | 1965年7月1日  | 1965年7月1日       |                        |      |
| 仲町三丁目   | なかちょう           | 1965年7月1日  | 1965年7月1日       |                        |      |
| 仲町四丁目   | なかちょう           | 1965年7月1日  | 1965年7月1日       |                        |      |
| 針ヶ谷一丁目 | はりがや             | 1967年9月1日  | 1967年9月1日       |                        |      |
| 針ヶ谷二丁目 | はりがや             | 1967年9月1日  | 1967年9月1日       |                        |      |
| 針ヶ谷三丁目 | はりがや             | 1967年9月1日  | 1967年9月1日       |                        |      |
| 針ヶ谷四丁目 | はりがや             | 1967年9月1日  | 1967年9月1日       |                        |      |
| 東岸町       | ひがしきしちょう     | 1964年4月1日  | 1964年4月1日       |                        |      |
| 東高砂町     | ひがしたかさごちょう | 1965年7月1日  | 1965年7月1日       |                        |      |
| 東仲町       | ひがしなかちょう     | 1965年7月1日  | 1965年7月1日       |                        |      |
| 前地一丁目   | まえじ               | 1966年4月1日  | 1966年4月1日       |                        |      |
| 前地二丁目   | まえじ               | 1966年4月1日  | 1966年4月1日       |                        |      |
| 前地三丁目   | まえじ               | 1966年4月1日  | 1966年4月1日       |                        |      |
| 三崎         | みさき               | 1979年3月31日 |                    |                        |      |
| 元町一丁目   | もとちょう           | 1966年4月1日  | 1966年4月1日       |                        |      |
| 元町二丁目   | もとちょう           | 1966年4月1日  | 1966年4月1日       |                        |      |
| 元町三丁目   | もとちょう           | 1966年4月1日  | 1966年4月1日       |                        |      |
| 本太一丁目   | もとぶと             | 1966年4月1日  | 1966年4月1日       |                        |      |
| 本太二丁目   | もとぶと             | 1966年4月1日  | 1966年4月1日       |                        |      |
| 本太三丁目   | もとぶと             | 1966年4月1日  | 1966年4月1日       |                        |      |
| 本太四丁目   | もとぶと             | 1966年4月1日  | 1966年4月1日       |                        |      |
| 本太五丁目   | もとぶと             | 1966年4月1日  | 1966年4月1日       |                        |      |
| 領家一丁目   | りょうけ             | 1967年9月1日  | 1967年9月1日       |                        |      |
| 領家二丁目   | りょうけ             | 1967年9月1日  | 1967年9月1日       |                        |      |
| 領家三丁目   | りょうけ             | 1967年9月1日  | 1967年9月1日       |                        |      |
| 領家四丁目   | りょうけ             | 1967年9月1日  | 1967年9月1日       |                        |      |
| 領家五丁目   | りょうけ             | 1967年9月1日  | 1967年9月1日       |                        |      |
| 領家六丁目   | りょうけ             | 1967年9月1日  | 1967年9月1日       |                        |      |
| 領家七丁目   | りょうけ             | 1967年9月1日  | 1967年9月1日       |                        |      |

## 地域
北浦和・高砂・常盤・針ヶ谷・前地・本太は、住居表示実施前にはすべて「町」がついた。
市では文教都市や宿場町として長い歴史を持つ区内の文化財や観光スポットなどが一目でわかる「浦和区文化の小径マップ」を地区ごとに作成し、無料で配布している。「中山道浦和宿を歩く」、「北浦和界隈を歩く」、「浦和駅東口から本太界隈を歩く」、「上木崎界隈から見沼を歩く」、「前地・岸町界隈を歩く」、「常盤・仲町界隈を歩く」、「大東から駒場を歩く」の7地区が発行されている。

### 旧大字浦和宿
浦和村・浦和町を経て浦和宿となった浦和の中心部であり、かつては小字として御殿山・上・中・下が存在した。また、中山道浦和宿時代には、北から「上町」、「仲町」、「下町」と呼ばれた。明治7年に岸村が浦和宿に編入され、上町、仲町、下町、岸（旧岸村）はそれぞれ「常盤区」、「仲区」、「高砂区」、「岸区」と称されるようになり、地域内にはこのような町名が存在した。
| 常盤区（→常盤町→現・常盤一丁目 - 十丁目） - 本石町 - 林町 - 矢頭町 - 桜町 - 清ヶ谷町 本石町は丁目で細分化された。 仲区（→現・仲町一丁目 - 四丁目、東仲町） - 仲町 - 春日町 - 初音町 - 有楽町 - 弥生町 - 久保町 - 永住町 - 見晴町 仲町は丁目で細分化された。 | 高砂区（→高砂町→現・高砂一丁目 - 四丁目、東高砂町） - 日出町 - 本町 - 行幸町 - 鹿島町 - 富士見町 日出町、本町、鹿島町は丁目で細分化された。 岸区（→現・岸町一丁目 - 七丁目、東岸町） |

これらの公称町名は昭和初期の地図には確認できるが、現在ではほとんど使われることはない。NTTの電信柱に設置された管理プレートには「林町」、「弥生」、「本町」、「旭町」といった表示があり、電線の名称としては現在も残っているようである。また「日の出通り」という道路名としても旧町名が確認できる。
同様に現存しないが、稲荷丸や鯛ヶ窪といった小字（以下参照）も昭和9年の耕地整理前まで存在した。耕地整理後に現在の整然とした区画が生まれ、現在の町名の原型となる区割りが設定された（常盤町、北浦和町など）。仲町や高砂の西部の住宅街は通称鹿島台と呼ばれた。
小字
- 岸分宿、尺地、天神面、第六天前、竹之下、塚之越、窪堤、東裏、八田州、芝道通、中道通、中原・中之原、三本木、房ノ妻、一里塚、本太境、御殿尻、中向原、新山道、家頭、西川原、寺屋敷、清ヶ谷、鹿島後、下西向原、大ヶ窪南台、子ノ神、苗木原、下向原、本宿、一ノ窪、寺之下、岸之下、稲荷丸

## 本社を置く企業
企業集積拠点としてテクノシティ浦和がある。
- 埼玉りそな銀行（旧埼玉銀行）
- NTT東日本-関信越
- テレビ埼玉
- りそな保証

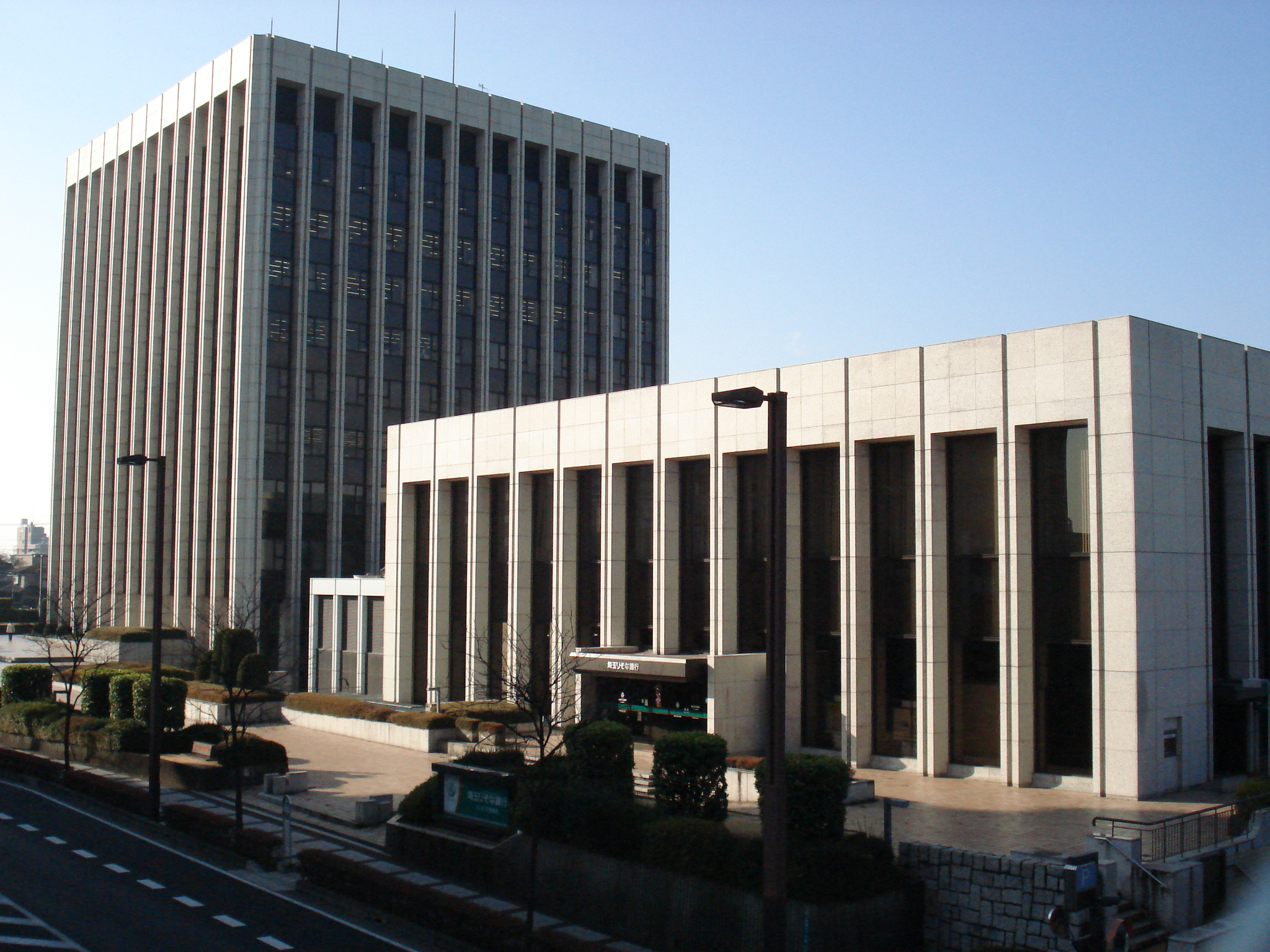
埼玉りそな銀行本部、さいたま営業部

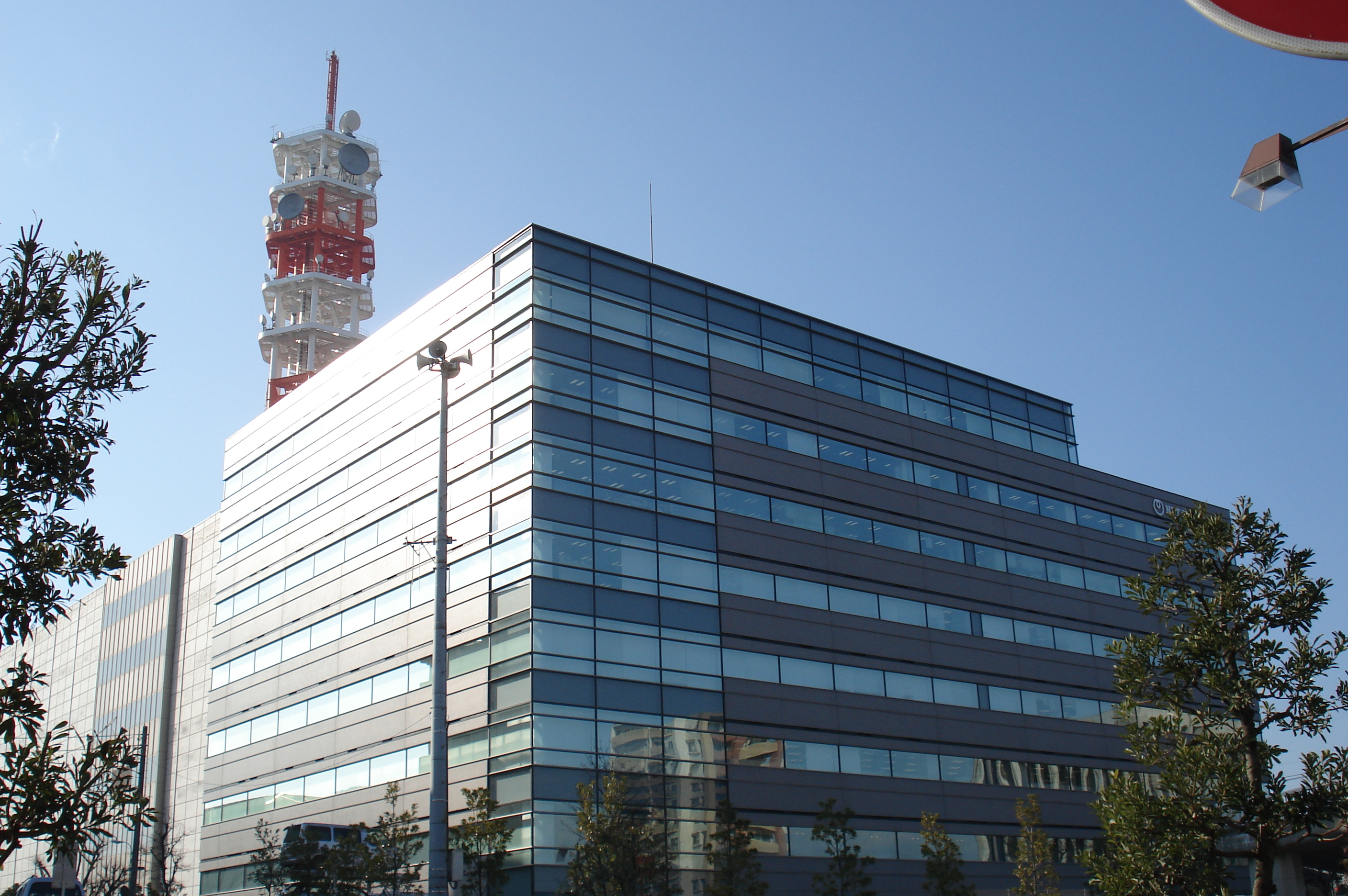
NTT東日本-関信越本社

- りそな総合研究所 埼玉本社（登記上の本店は大阪市北区）
- AGS
- 日新火災海上保険 さいたま本社（登記上の本店は東京都千代田区）
- ジェイコムさいたま
- CityFMさいたま
- 須原屋
- スミダ工業
- ナンブ
- 国大セミナー
- ユーディケー
- 尾張屋
- 関東自動車
- 埼玉県住宅供給公社
- 埼玉県道路公社

かつて本社を置いていた企業
- ビバホーム（アークランズに合併、関東本部に）
- 日産ライトトラック（日産テクノに合併）

Category:浦和区の企業も参照。

## 主要施設

### 行政・司法等
| - 埼玉県庁 - 埼玉県議会 - 埼玉県教育委員会 - 埼玉県選挙管理委員会 - 埼玉県公安委員会 - 埼玉県企業局 - 埼玉県危機管理防災センター - 埼玉県知事公館 - 埼玉県浦和合同庁舎 - 埼玉県警察本部 - 浦和警察署 - 上木崎一丁目は浦和西警察署の管轄。 - 県営競技事務所 - 埼玉県労働相談センター - さいたま市役所 - さいたま市議会 - さいたま市教育委員会 - 浦和区役所 - さいたま市立教育研究所 - さいたま市消防局本部 - 浦和消防署 - 日の出出張所 - 木崎出張所 - さいたま市水道局 - 南部水道営業所 裁判所 - さいたま地方裁判所 - さいたま家庭裁判所 - さいたま簡易裁判所 | 防衛省 - 浦和地方合同庁舎 - 自衛隊埼玉地方協力本部 法務省 - さいたま地方検察庁 - さいたま区検察庁 - さいたま地方法務局浦和公証センター - さいたま公安調査事務所 - さいたま拘置支所 財務省 - 東京税関埼玉方面事務所 厚生労働省 - 関東信越厚生局指導監査課（朝日生命浦和ビル） - 浦和公共職業安定所 農林水産省 - 関東農政局さいたま庁舎（消費・安全部 地域第1課） 警察庁 - 関東管区警察局埼玉県情報通信部 日本年金機構 - 北関東・信越ブロック本部 - 浦和年金事務所 独立行政法人 - 自動車事故対策機構埼玉支所 政党支部 - 自由民主党埼玉県支部連合会 - 国民民主党埼玉県総支部連合会 - 社会民主党埼玉県連合 - 公明党埼玉県本部 |

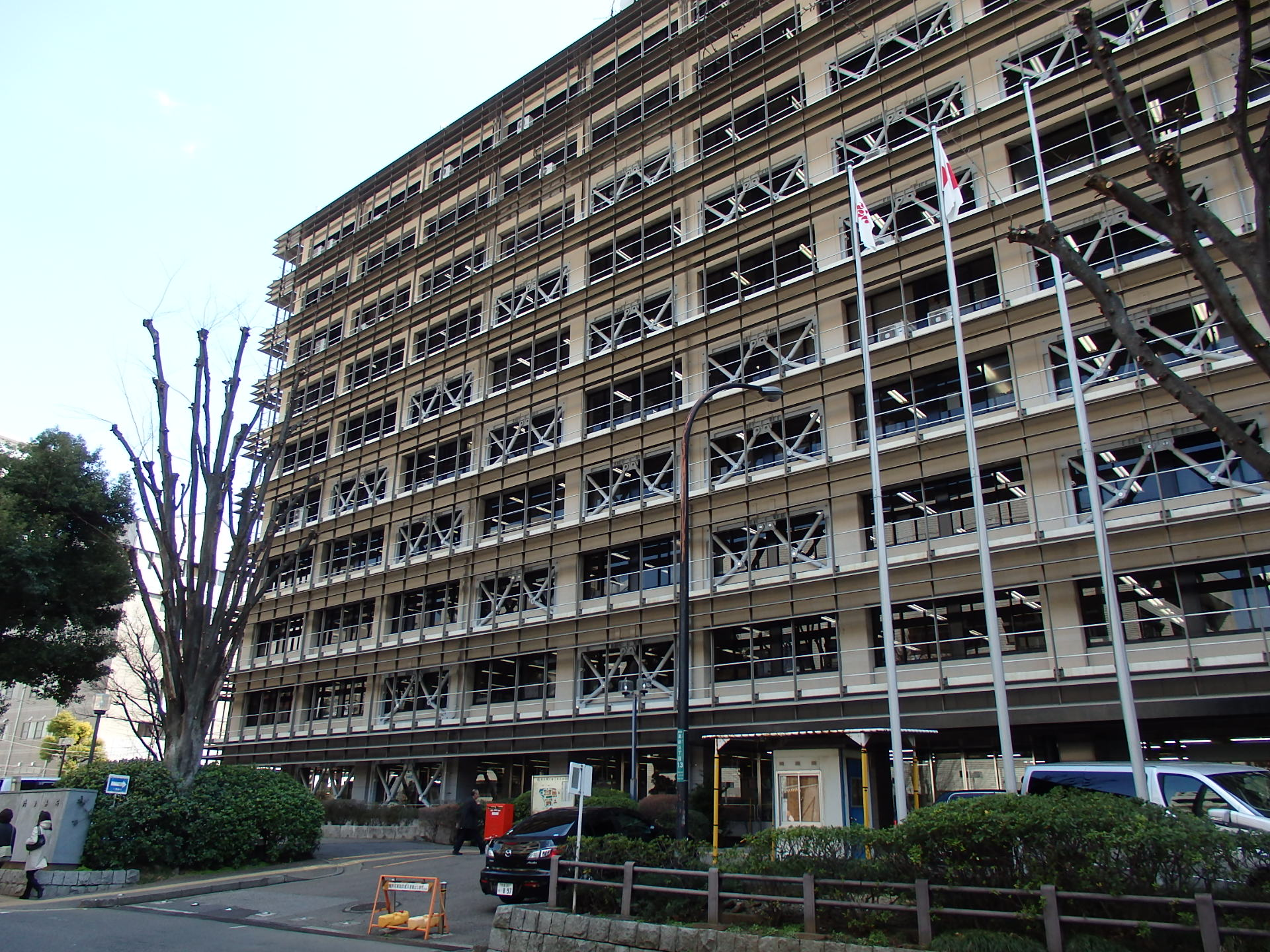
埼玉県警察本部
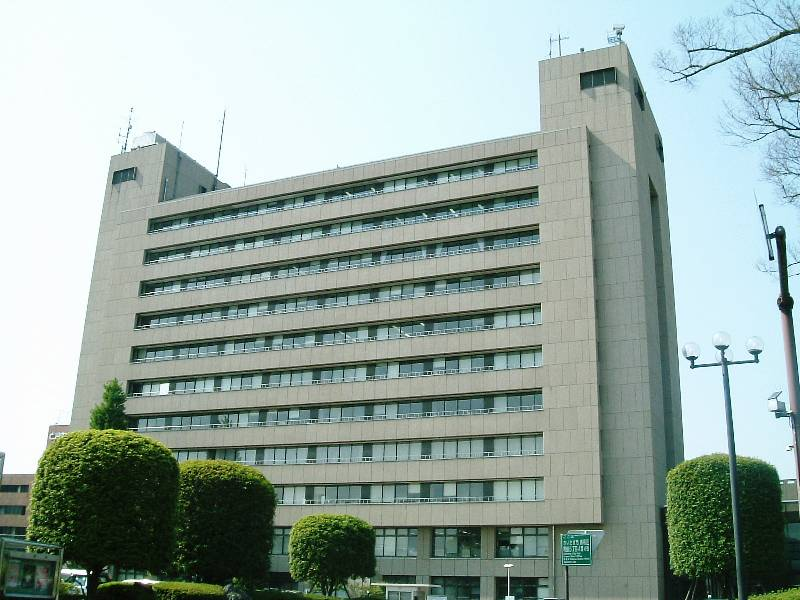
さいたま市役所
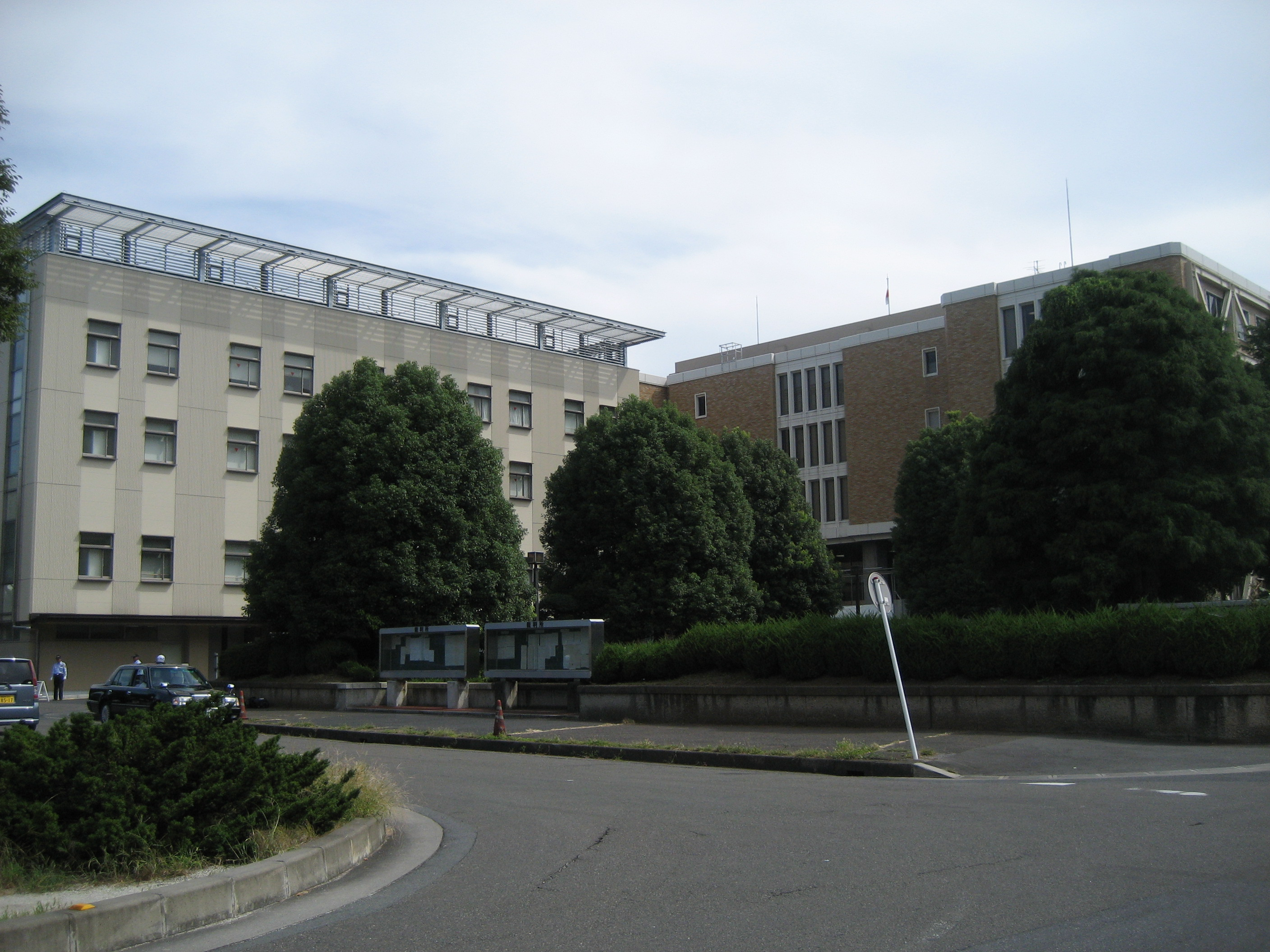
さいたま地方裁判所、さいたま家庭裁判所、さいたま簡易裁判所

### 寺社
- 調神社
- 玉蔵院
- 氷川神社
- 廓信寺
- 大善院
- 蓮昌寺
- 成就院

### ホテル・商業
- 浦和ロイヤルパインズホテル
- 浦和ワシントンホテル
- ホテルメッツ浦和
- 伊勢丹浦和店
- 浦和コルソ
- 浦和パルコ
- アトレ浦和
  - 浦和 蔦屋書店
- ビバモールさいたま新都心店
- イトーヨーカドー浦和店
- クイーンズ伊勢丹北浦和店
- 須原屋書店（本店・コルソ店）
- レッドボルテージ（浦和レッズのオフィシャルショップ）
- エイペックスタワー浦和
- コスタ・タワー浦和
- ザ・パークハウス浦和タワー
- シティハウス浦和高砂
- 菓匠花見本店

### 医療・保健
- 埼玉県県民健康センター
  - 埼玉県医師会
  - 埼玉県医師信用組合
  - 埼玉県薬剤師会
- 埼玉県歯科医師会
- 埼玉県歯科技工士会
- 浦和医師会
- 浦和歯科医師会
- さいたま市薬剤師会
- 日本赤十字社埼玉県支部
- 地域医療機能推進機構埼玉メディカルセンター
- 彩の国すこやかプラザ

### 公共施設
- 埼玉県立近代美術館
- さいたま市立中央図書館 / 北浦和図書館
- さいたま市立教育研究所
- さいたま商工会議所
- 埼玉県立文書館
  - 埼玉県立図書館浦和分室
- 埼玉会館
- うらわ美術館
- さいたま市青少年宇宙科学館
- 国際交流基金 日本語国際センター
- 労働者健康福祉機構 埼玉産業保健推進センター
- さいたま市民会館うらわ（旧浦和市民会館）
- 浦和岸町コミュニティセンター
- 浦和ふれあい館
- よみうりカルチャー浦和
- 埼玉教育会館
- 埼玉私学会館
- 埼玉建設会館
- さいたま共済会館
- 全電通埼玉会館

### 主な支社・支店
- 日本信号北関東支店
- 戸田建設関東支店
- 大成建設埼玉営業所
- 奥村組北関東支店
- 鴻池組さいたま営業所
- 錢高組北関東支店
- 西松建設さいたま営業所
- 五洋建設関東営業所
- 積水ハウス埼玉南支店
- アクサ生命埼玉支社
- 朝日生命さいたま支社浦和営業部
- ALSOK埼玉南支社
- セコム浦和支社
- 大京穴吹不動産埼玉事業所

### 主な法人
| 主な法人本部・支部。 - 日本野鳥の会埼玉県支部 - 日本産業カウンセラー協会 北関東支部 - 新日本婦人の会埼玉県本部 - 不動産保証協会埼玉県本部 - 建設業技術者センター 埼玉県支部 - 自治労埼玉県本部 - 埼玉県社会福祉協議会 - 埼玉県サッカー協会 - 埼玉県行政書士会 - 埼玉司法書士会 - 埼玉弁護士会 - 埼玉県銀行協会 - 埼玉県バス協会 - 埼玉県労働協会 - 埼玉県栄養士会 - 埼玉県調理師会 - 埼玉県LPガス協会 - 埼玉県ダンプカー協会 | - 埼玉県タクシー協会 - 埼玉県高圧ガス会 - 埼玉県民謡協会 - 埼玉県食品衛生協会 - 埼玉県木材協会 - 埼玉県合唱連盟 - 埼玉県トラック協会 浦和支部 - 埼玉土地家屋調査士会 - 埼玉県社会保険労務士会 - 埼玉県医師国民健康保険組合 - 埼玉県信用農業協同組合連合会 - 埼玉県森林組合連合会 - 企業厚済会埼玉県支部 - 教職員共済埼玉県支部 - 日本教育公務員弘済会埼玉支部 - 関東信越税理士会浦和支部 - 日本防災通信協会 埼玉県支部 - 埼玉県宅地建物取引業協会 本部 - NTT労働組合北関東総支部 - さいたま住宅検査センター本部 |

### マスメディア

テレビ埼玉

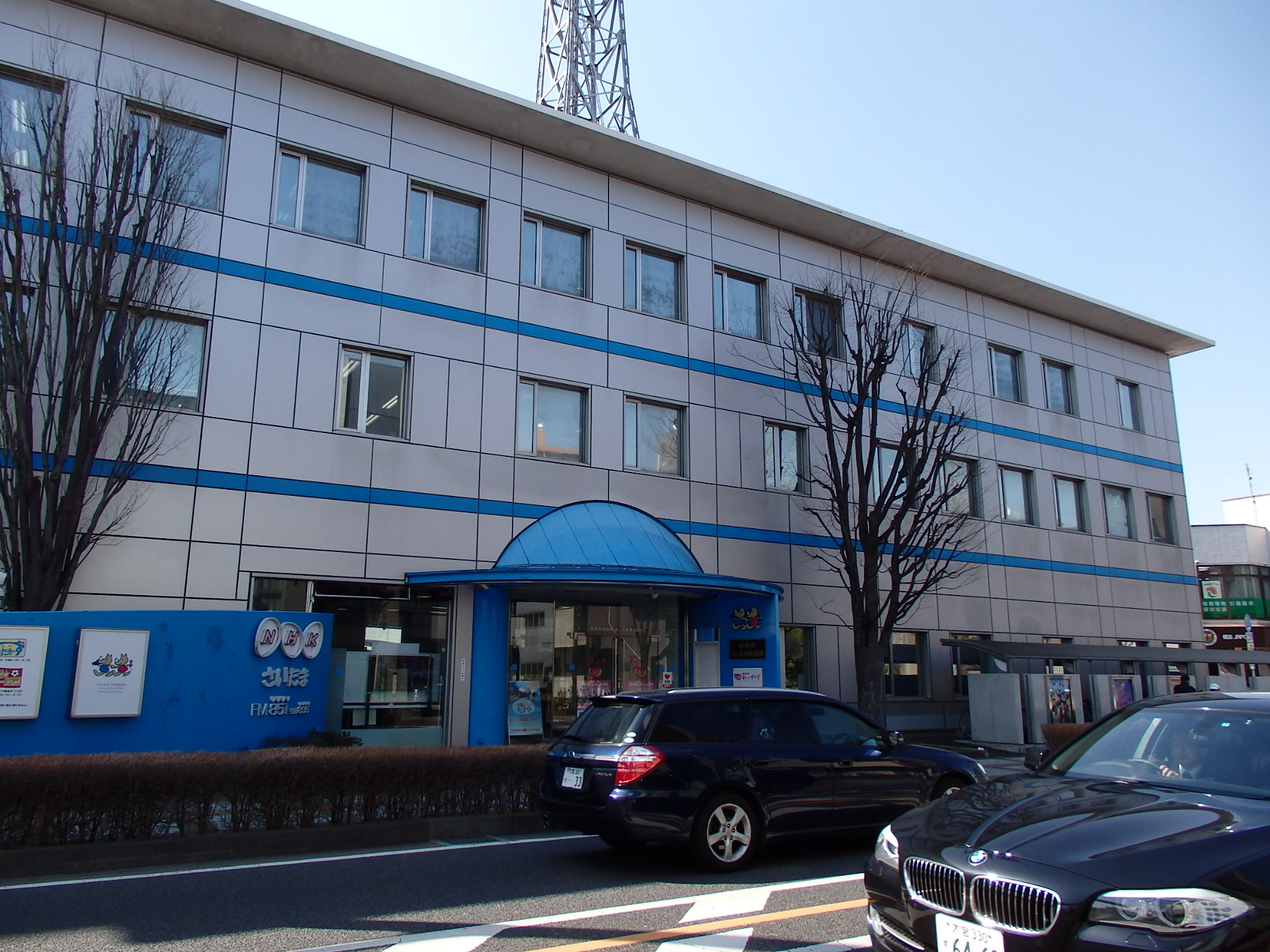
NHKさいたま放送局

- NHKさいたま放送局
- テレビ埼玉
- CityFMさいたま
- テレビ朝日さいたま支局
- 朝日新聞社さいたま支局
- 読売新聞社さいたま支局
- 日本経済新聞社さいたま支局
- 東京新聞社さいたま支局
- 毎日新聞社さいたま支局
- 産経新聞社さいたま総局
- 日本工業新聞社さいたま支局
- 日刊工業新聞社さいたま支局
- 時事通信社さいたま支局
- 共同通信社さいたま支局

### 公園・運動施設
- さいたま市駒場スタジアム
- 浦和駒場体育館
- 浦和総合運動場
- さいたま市営浦和球場
- 大原サッカー場 - 浦和レッズの練習場
- 北浦和公園
- 浦和北公園
- 浦和中央公園
- 常盤公園
- 駒場運動公園

### 学校

埼玉県立浦和高等学校

高等学校
- 埼玉県立浦和高等学校
- 埼玉県立浦和第一女子高等学校[11]
- 埼玉県立浦和西高等学校
- さいたま市立浦和高等学校
- 浦和麗明高等学校
- 浦和高等学園（星槎国際高等学校技能連携校）

中学校
| - さいたま市立浦和中学校 - さいたま市立常盤中学校 - さいたま市立木崎中学校 | - さいたま市立本太中学校 - さいたま市立大原中学校 |

小学校
| - さいたま市立高砂小学校 - さいたま市立常盤小学校 - さいたま市立常盤北小学校 - さいたま市立木崎小学校 - さいたま市立仲本小学校 - さいたま市立本太小学校 | - さいたま市立仲町小学校 - さいたま市立上木崎小学校 - さいたま市立岸町小学校 - さいたま市立針ヶ谷小学校 - さいたま市立大東小学校 - さいたま市立北浦和小学校 |

- 埼玉大学教育学部附属小学校（国立）

### 劇団・スクール
- Youth Theatre Japan (YTJ)
- ミュージカル座

### ギャラリー

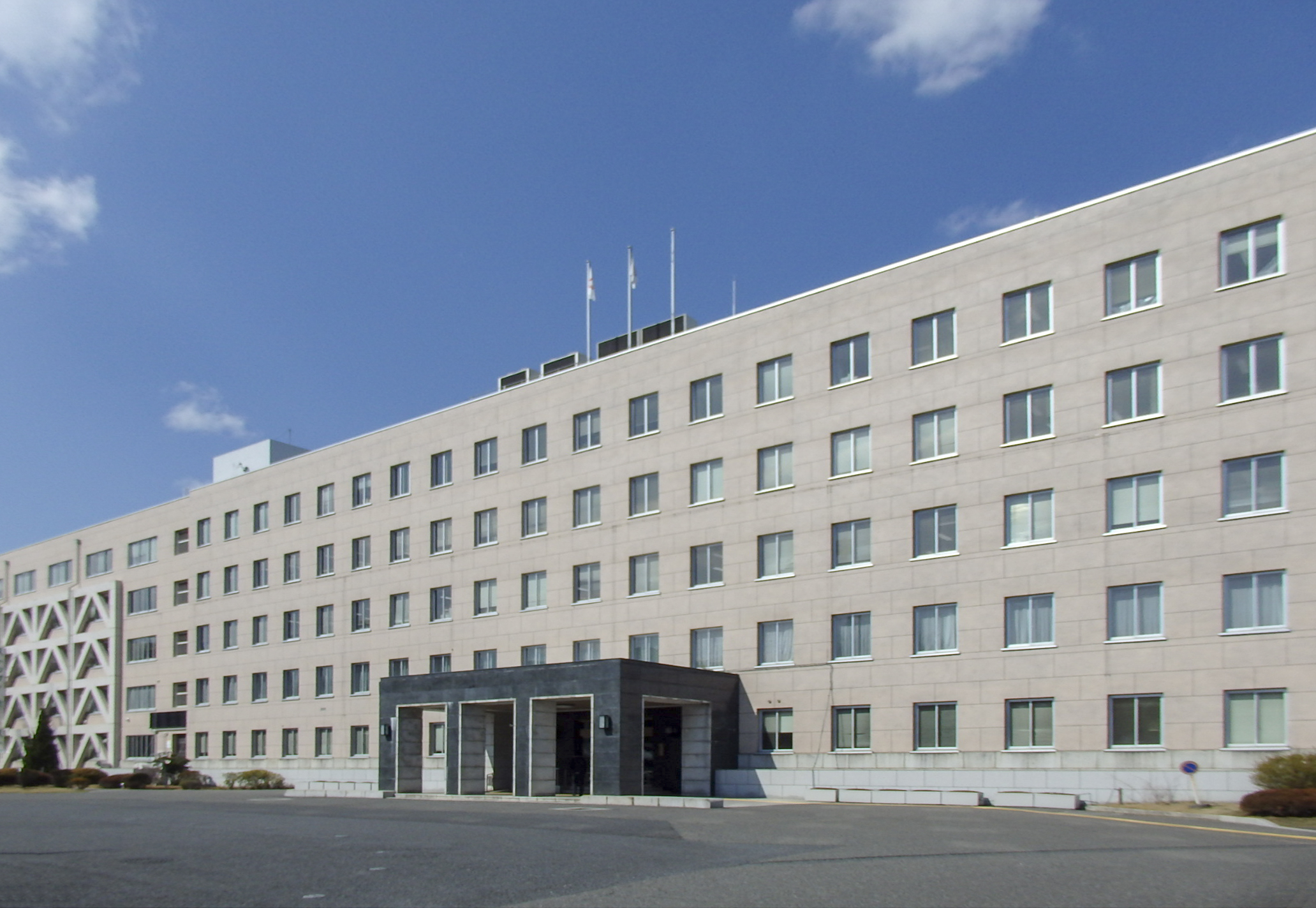
埼玉県庁
埼玉メディカルセンター
青少年宇宙科学館
埼玉県立文書館
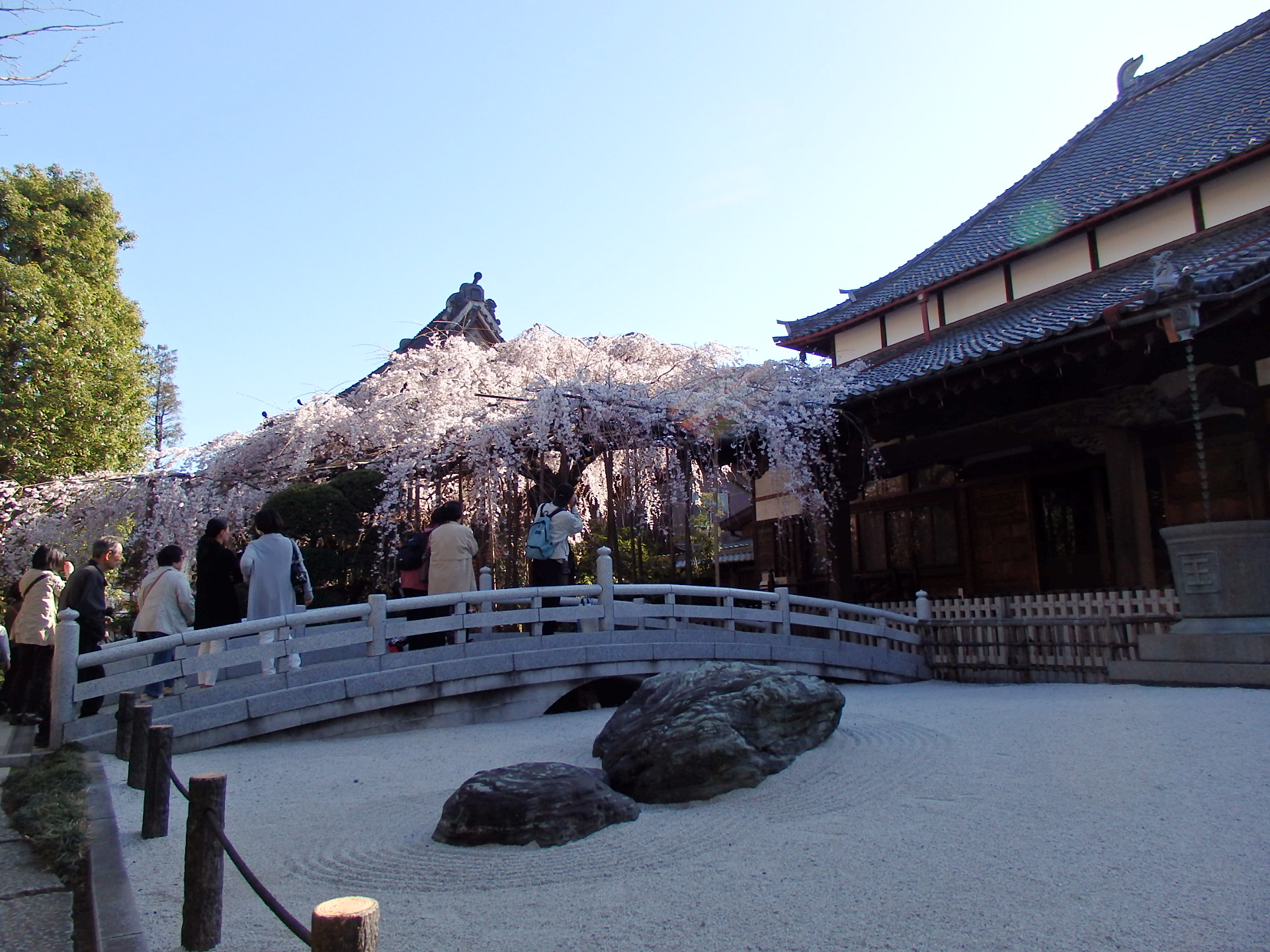
玉蔵院
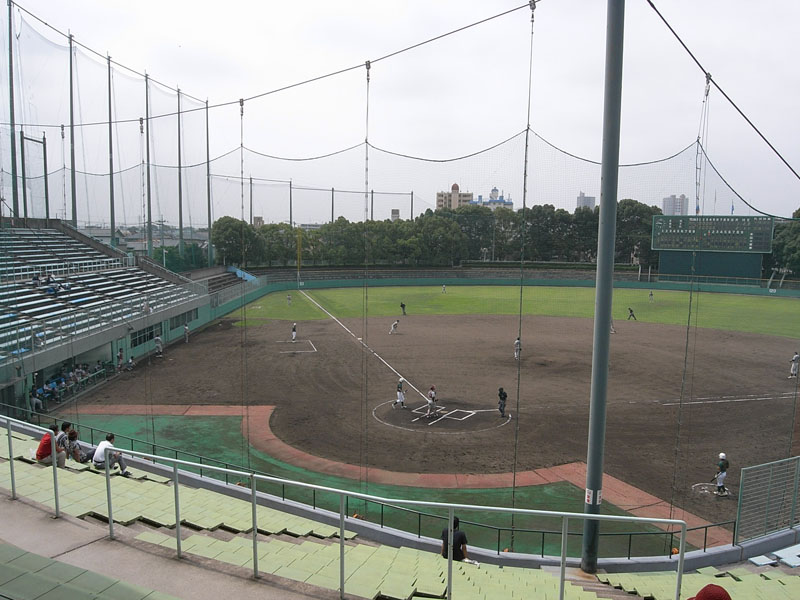
さいたま市営浦和球場

## 交通

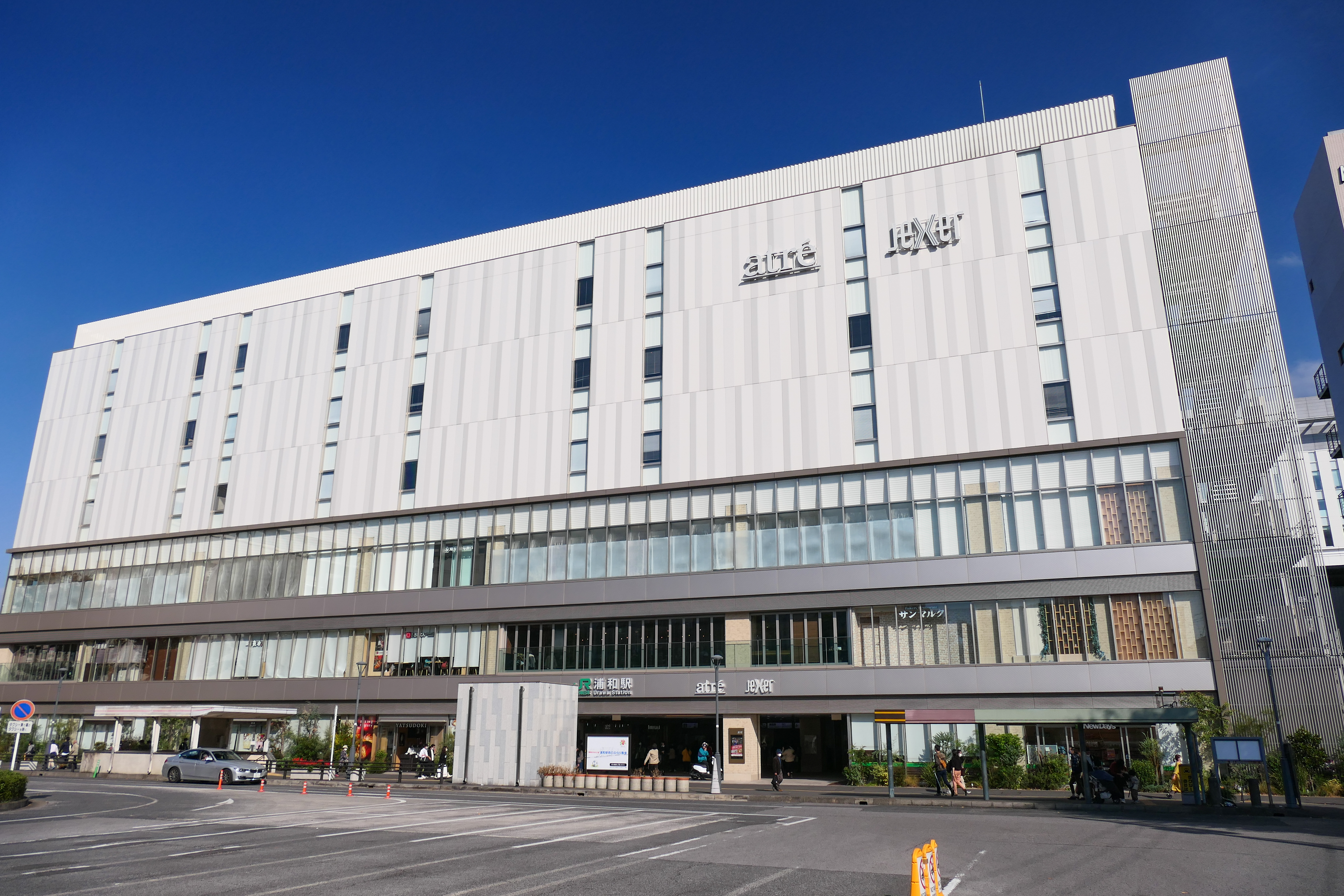
浦和駅

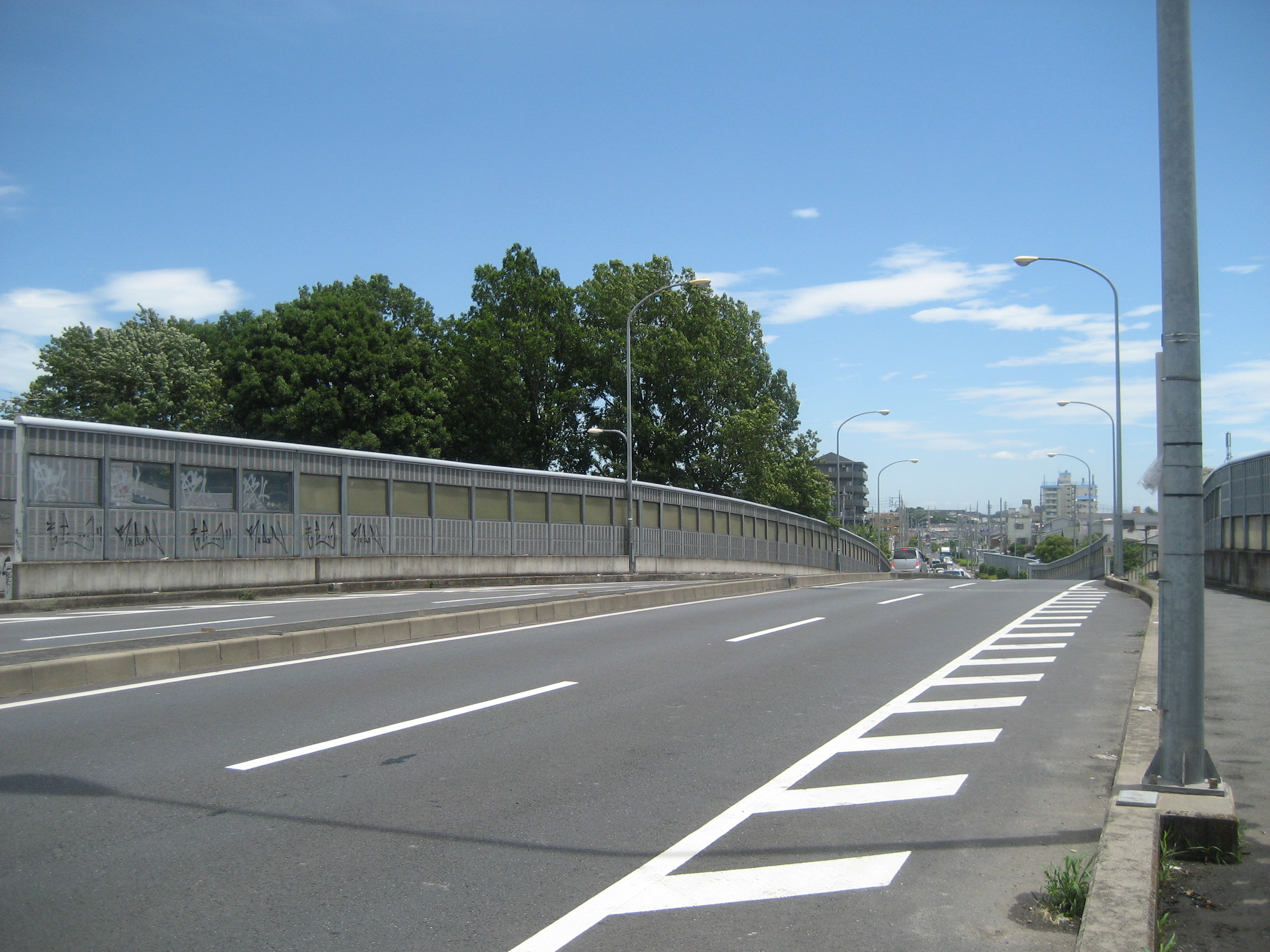
新浦和橋

### 鉄道
東日本旅客鉄道（JR東日本）
 京浜東北線
- - 浦和駅 - 北浦和駅 - 与野駅 -

 宇都宮線・高崎線・■上野東京ライン
- - 浦和駅 -

 湘南新宿ライン
- - 浦和駅 -

### バス
- 東武バスウエスト
- 西武バス
- 国際興業バス

### 道路
一般国道
- 国道17号（中山道）
- 国道463号（越谷街道・旧中山道・県庁通り・中山道・埼大通り）
  - 越谷浦和バイパス

県道
- 主要地方道
  - 埼玉県道1号さいたま川口線（第二産業道路）
  - 埼玉県道34号さいたま草加線（県庁通り・日の出通り）
  - 埼玉県道35号川口上尾線（産業道路）
  - 埼玉県道40号さいたま東村山線（志木街道）
  - 埼玉県道57号さいたま鴻巣線（新六間道路）
    - バイパス道路

  - 埼玉県道65号さいたま幸手線（旧中山道・浦高通り）
- 一般県道
  - 埼玉県道118号北浦和停車場線
  - 埼玉県道120号上木崎与野停車場線（西高通り）
  - 埼玉県道155号さいたま武蔵丘陵森林公園自転車道線（荒川サイクリング道路） - 当区内は国道463号（埼大通り）と並行し、「自転車が通行可能な歩道」となっている。
  - 埼玉県道159号さいたま北袋線（赤山東通り）
  - 埼玉県道164号鴻巣桶川さいたま線（旧中山道）
  - 埼玉県道213号曲本さいたま線（旧中山道）
- 都市計画道路
  - 田島大牧線 - 区内の一部区間は「日の出通り」と呼ばれる[誰によって?]。
  - 町谷本太線（市役所通り・越谷街道）
  - 道場三室線
  - 高砂仲町線

浦和駅周辺の渋滞を解消するため、環状に4車線道路を整備している（田島大牧線・産業道路・道場三室線・新大宮バイパス）。
- 橋梁
  - 浦和橋 - 埼玉県道65号さいたま幸手線（旧中山道）
  - 新浦和橋 - 国道463号越谷浦和バイパス・道場三室線
  - 新都心大橋 - 埼玉県道159号さいたま北袋線（赤山東通り）
  - 大原陸橋

## 旧跡・名物・イベント
旧跡
- 浦和宿本陣跡
- 浦和宿石橋と供養仏
- 浦和宿二・七市場跡
- 青山茶舗（国登録有形文化財）

名物
鰻の蒲焼が古くから名物で、満寿屋など創業100年を超える老舗が多い（浦和宿参照）。江戸時代には、練馬大根と並んで浦和大根の産地としても知られた。
イベント
- 浦和うなぎまつり（5月、市役所前で開催）
- 浦和まつり（7月、浦和駅・南浦和駅周辺で開催）
- さいたま市国際ふれあいフェア（浦和パルコ前で開催）
- さいたま国際マラソン（11月、北浦和駅周辺・国道463号などで開催）
- 十二日まち（12月、調神社・旧中山道で開催）
- さいたまトリエンナーレ（仲町にさいたまアートステーションを設置）